# 厚尾美洲鱥
厚尾美洲鱥（學名：Notropis procne），為輻鰭魚綱鯉形目雅羅魚科的其中一種，分布於北美洲美國紐約州安大略湖、德拉瓦河與撒斯寬赫那河到南卡羅萊那州的桑提河流域，本魚呈長橢圓形且側扁，眼大、口近下位，背面呈淡黃色，銀色一側有藍色條紋，腹部銀白色，魚鰭呈黃色，背鰭起源於腹鰭基部後半部上方，尾鰭基部有一個黑色斑點，尾鰭叉形，體長可達7.2公分，棲息沙石底質的中大型河川底中層水域，屬雜食性，昆蟲、蠕蟲、蟎蟲、小型甲殼類動物和藻類為食。幼魚一年後性成熟，並在五月中旬至七月期間產卵，水溫約25.6 °C。